# Værtshus
|  | Sammenskrivningsforslag Artiklen Værtshus er foreslået føjet ind i Bar (etablissement). (Siden marts 2015) Diskutér forslaget |

Et værtshus (af tysk: Wirtshaus, synonymt med beverding/beværtning (tysk), bodega (spansk, af græsk apotheke - "lager, opbevaringssted", samme kognat som apotek), knejpe (tysk), pub (engelsk)) er et serveringssted, der har bevilling til at udskænke øl og spiritus. Nogle værtshuse serverer desuden enkle retter. Et værtshus rummer ofte en eller flere spillemaskiner samt billardborde, raflebægere og dart.
Oprindeligt var et værtshus en kombination af en restaurant og et hotel.
Værtshuse havde op til 2010'erne et dårligt ry for at være umoderne og mest forbeholdt alkoholiserede stamkunder. Men siden er værtshusene kommet på mode hos den yngre generation.  Der ses kæder af nye værtshuse målrettet unge, som forsøger at genskabe den autentiske atmosfære, som ældre værtshuse har.

## Brunt værtshus
I starten af 2000'erne dukkede begrebet "brunt" værtshus op om et værtshus, som bevarede den oprindelige stemning med rimelige priser, tilrøgede lokaler og et slidt interiør. Stemningen skabes ofte af en fast kundekreds. Der er oprettet en gruppe på Facebook til støtte for bevarelsen af denne type værtshuse.